# John Byrne
John Byrne (West Bromwich, 6 de julho de 1950) é um famoso desenhista e roteirista de histórias em quadrinhos inglês naturalizado canadense. Já trabalhou com os principais super-heróis dos quadrinhos norte-americanos, sendo que ficou mais conhecido por sua fase na revista dos X-Men durante os anos 80, e também no Quarteto Fantástico e Superman. Em 2015, entrou para o Hall of Fame do Eisner Awards.

## Carreira

### Primeiros trabalhos
Vivendo no Canadá, matriculou-se no curso de belas artes do Alberta College of Art, em Calgary. Porém não concluiu o curso. Começou a trabalhar com quadrinhos efetivamente na editora Charlton Comics, em meados dos anos 70.
Seu primeiro trabalho na Marvel foi no ano de 1975, em Giant-Size Dracula #05. Começou a ser notado em Marvel Premiere, e posteriormente em Iron Fist (vol. 1) com histórias do Punho de Ferro. Também desenhou Marvel Team-Up e Marvel Preview, este último numa história do Senhor das Estrelas com Chris Claremont como escritor.

### O auge na Marvel
Entrou no título Uncanny X-Men como desenhista em 1977, em parceria com o roteirista Chris Claremont. Byrne logo passou a auxiliá-lo no roteiro, ajudando a criar uma das mais aclamadas fases do grupo. Histórias como A Saga da Fênix Negra e Dias de um Futuro Esquecido são reconhecidas como algumas das melhores do título mutante. Nas páginas de X-Men lançou a Tropa Alfa, grupo de super-heróis canadenses que perseguiam seu ex-membro Wolverine. A Tropa Alfa ganhou popularidade a ponto de ter um título solo por mais de cem edições. O cuidado especial de Byrne com Wolverine, aliás, ajudou-o a que se transformasse num dos maiores heróis Marvel do novo século.
Após deixar a revista dos X-Men, assumiu o Quarteto Fantástico. Sua fase durou cinco anos e é considerada como uma das melhores de todos os tempos, abaixo somente do Quarteto de Stan Lee e Jack Kirby. A frente do título, tratou de substituir o Coisa pela Mulher-Hulk, uma de suas personagens favoritas, a quem dedicou até uma graphic novel. Ainda escreveu e desenhou dois números de Further Adventures of Indiana Jones, e em 1985, inicia seu trabalho em The Incredible Hulk.

### DC Comics e retorno a Marvel
Em 1986, passa a trabalhar na DC Comics. Anteriormente, Byrne havia trabalhado em uma minissérie do Batman em parceria com o artista Jim Aparo e o roteirista Len Wein, intitulada The Untold Legend of the Batman, publicada em 1980. Contratado pela DC, foi incumbido de escrever e desenhar a revista do Superman, mais especificamente a minissérie The Man of Steel, onde reinterpreta a origem do personagem pós-Crise nas Infinitas Terras. John Byrne declarou em entrevistas que partiu do editor Dick Giordano o convite para o projeto, após o término de seu contrato com a Marvel. Ele seguiria adiante com o personagem, escrevendo as revistas Superman e Action Comics. Na mesma época, desenharia o crossover Lendas.
Com o sucesso do seu Superman, voltou a Marvel. Em 1987 assumiu a revista Star Brand, pertencente ao selo Novo Universo. Posteriormente seguiu adiante trabalhando em publicações de personagens como Vingadores da Costa Oeste, Mulher-Hulk, Namor, e Homem de Ferro, entre outros trabalhos de menor destaque.

### Anos 90 - atualmente
Durante os anos 90, Byrne contribuiu com as duas grandes editoras, além de obras autorais. Criou vários personagens como Next Men, Danger Unlimited e Babe. Em 1994, foram lançadas as primeiras histórias do personagem Hellboy, criação do artista Mike Mignola.  O autor convidou John Byrne para ajudá-lo no roteiro, pois até então, não tinha experiência como escritor. Dessa forma, Byrne colaborou com o roteiro da primeira minissérie do personagem, Seed of Destruction.
Byrne também escreveu e desenhou a Mulher-Maravilha, e recontou as primeiras aventuras do Homem-Aranha, em Spider-Man: Chapter One. No final da década, voltaria a trabalhar com os X-Men no título X-Men: The Hidden Years, que acabaria sendo cancelado pelo então novo editor-chefe da Marvel, Joe Quesada. Byrne não ficou feliz com o cancelamento e desistiu de um projeto que pretendia reuni-lo com Claremont para uma história dos X-Men. Desde então, não trabalhou mais para a editora.

Assim como X-Men: The Hidden Years, outras obras desse período exploravam personagens e eventos em períodos diferentes do presente e, em alguns casos, considerados "omitidos" (Marvel: The Lost Generation) ou linhas do tempo alternativas (DC's Superman & Batman: Generations). Uma característica comum a algumas dessas obras é o envelhecimento dos personagens ao longo da série, algo incomum em quadrinhos seriados. 
No início de 2003, Byrne passou dez semanas como desenhista convidado na tira de jornal Funky Winkerbean. Ele fez isso como um favor ao criador da tira, Tom Batiuk, que estava se recuperando de uma cirurgia no pé. Anos depois, Byrne se tornaria o último artista a desenhar Funky Winkerbean, assumindo os trabalhos de ilustração após Chuck Ayers na semana final da tira, encerrada em 31 de dezembro de 2022.
A maior parte de seu trabalho na primeira década do novo milênio foi para a DC Comics: JLA (edições #94–99 em 2004, roteirizando e desenhando o arco "Tenth Circle", reunindo-se com Chris Claremont, seu roteirista em Uncanny X-Men, e com Jerry Ordway como arte-finalista), Doom Patrol, Blood of the Demon e um arco de cinco edições de JLA Classified. Ele também desenhou Hawkman (vol. 4) #26 em maio de 2004. Superman: True Brit foi uma colaboração com o ex-integrante do Monty Python, John Cleese, e Kim Johnson, com arte de Byrne e Mark Farmer. Byrne retornou para desenhar o Superman em Action Comics #827–835, trabalhando com a roteirista Gail Simone entre 2005 e 2006. Depois, eles se reuniram novamente para lançar The All-New Atom em 2006, com Byrne desenhando as três primeiras edições.
Pela editora IDW, Byrne trabalhou na série FX #1–6, escrita por Wayne Osborne, a partir de março de 2008. Outros projetos para a editora incluíram histórias das franquias Star Trek e Angel. Seu trabalho em Star Trek abrangeu o último número da minissérie Star Trek: Alien Spotlight (fevereiro de 2008), Star Trek: Assignment: Earth #1–5, Star Trek: Romulans #1–2, Star Trek: Crew (uma HQ da era do Capitão Pike focada na personagem "Number One"), lançada em março de 2009, o capítulo final de sua história dos Romulanos, a minissérie Star Trek: Leonard McCoy, Frontier Doctor (ambientada antes de Star Trek: The Motion Picture) e a segunda série de Assignment: Earth. Seu trabalho em Angel incluiu Angel: Blood and Trenches (ambientado na Primeira Guerra Mundial), o one-shot Angel vs Frankenstein, a homenagem a Andy Hallett, Angel: Music of the Spheres, e Angel vs Frankenstein II em 2008, 2009 e 2010, respectivamente.
Em 2011, ele trabalhou em Jurassic Park: The Devils in the Desert e Cold War (The Michael Swann Dossier). Ele reviveu sua série Next Men em 2010–2011 com a sequência Aftermath. Outros trabalhos para a IDW incluem a minissérie Trio (2012) e as minisséries The High Ways e Doomsday.1 (2013).
Em 2018, Byrne iniciou X-Men Elsewhen, uma HQ de fanfiction explorando como ele teria continuado a história dos X-Men após A Saga da Fênix Negra. A série, escrita e desenhada por Byrne e publicada em seu site, contava com 32 edições até dezembro de 2022. Durante a San Diego Comic-Con 2025, foi anunciado que a Abrams ComicArts publicaria X-Men Elsewhen como uma série de capa dura a partir de abril de 2026.

## Controvérsias
Enquanto estava na Marvel, Byrne se envolveu em controvérsia quando afirmou ter orgulho de ser um "homem de empresa" e que os criadores deveriam "viver dentro das regras enquanto estão por perto", em resposta as alegações de Jack Kirby de que ele não era tratado de forma justa pela empresa enquanto criou a maioria de seus icônicos personagens. Em resposta, Kirby e Steve Gerber criaram uma paródia de Byrne chamada Booster Cogburn nas páginas de Destroyer Duck, que tinha espinha dorsal removível e declarava: "Sou o funcionário leal... não recebo para ter opinião".
Quando assumiu a revista Star Brand, da linha Novo Universo, Byrne escreveu o personagem acidentalmente destruindo a cidade de Pittsburgh, nos Estados Unidos, por conta de problemas com o editor Jim Shooter, natural de Pittsburgh.